# Karen Page
Karen Page è un personaggio dei fumetti, creato da Stan Lee (testi) e Bill Everett (disegni), pubblicato dalla Marvel Comics. La sua prima apparizione avviene in Daredevil (vol. 1) n. 1 (aprile 1964).
Segretaria dello studio legale Nelson & Murdock ed interesse sentimentale sia di Matt che di Foggy, Karen Page viene introdotta come la classica fidanzatina ingenua e innocente ma, nel corso della sua vita editoriale, subisce una tragica e cupa evoluzione diventando una pornostar dipendente dall'eroina e venendo poi uccisa da Bullseye.

## Storia editoriale
Introdotta nel primo numero di Daredevil, datato aprile 1964, Karen Page è stata comprimaria della testata fino al numero 86 (aprile 1972), quando lascia New York per trasferirsi a Los Angeles inseguendo la carriera di attrice. Dopodiché il personaggio finisce nel "dimenticatoio" per oltre tre anni ricomparendo in seguito in un breve ciclo di storie di Ghost Rider: Ghost Rider (vol. 2) n. 13-26 (agosto 1975-ottobre 1977), periodo di tempo durante il quale fa nuovamente una comparsa nel numero 138 di Daredevil (ottobre 1976). Dopo un ulteriore anno di assenza, Marvel Two-in-One (vol. 1) n. 46 (dicembre 1978) segna la sua ultima comparsa per i successivi sette anni.
Frank Miller riporta successivamente in scena il personaggio nel celebre Devil: Rinascita (1986) ridefinendola come attrice pornografica disillusa e eroinomane. Al termine del ciclo narrativo, Karen decide di disintossicarsi e torna a ricoprire un ruolo di comprimaria in Daredevil salvo un periodo d'assenza tra il numero 263 (febbraio 1989) e 294 (luglio 1991). Il personaggio viene infine ucciso in Daredevil (vol. 2) n. 5 (marzo 1999).

## Biografia del Personaggio

### Primi anni
Nata a Fagan Corners, Vermont, unica figlia del dottor Paxton Page e di sua moglie Penelope, Karen frequenta l'università a New York e, appena laureatasi, trova il suo primo lavoro come segretaria presso lo studio legale Nelson & Murdock. Subito infatuata di Matt Murdock, la giovane prova una certa attrazione anche per il vigilante Devil, non sapendo che i due sono in realtà la stessa persona inoltre, anche Foggy Nelson, socio di Matt, si innamora della segretaria sebbene essa non provi per lui nient'altro che semplice amicizia.
Karen viene presa in ostaggio in due differenti occasioni, prima dal Gufo e poi dall'Uomo Porpora venendo in entrambi i casi soccorsa da Devil cui suggerisce di cambiare il colore del suo costume da giallo a rosso ritenendolo più appropriato. Il rapporto tra lei e Matt si fa nel frattempo sempre più profondo e i due iniziano una lunga storia d'amore.
Dopo che il padre della ragazza impazzisce e diviene il supercriminale Death's Head e muore per salvare la figlia da una trappola in cui egli stesso, nel delirio, l'aveva messa, Matt la mette al corrente della sua doppia identità, cosa che incrina notevolmente il loro rapporto poiché Karen, non riuscendo a sopportare i pericoli a cui egli è costantemente esposto, decide infine di lasciare lui e la città iniziando una poco proficua carriera d'attrice di soap opera a Los Angeles, California.

### Devil: Rinascita
Anni dopo, in Messico, Karen ridottasi a girare film pornografici e caduta nel baratro dell'eroina, pur di procurarsi una dose, vende ad uno spacciatore locale la vera identità di Devil; l'informazione arriva fino alla orecchie di Kingpin, che comincia a colpire direttamente Matt Murdock, facendolo radiare dall'albo degli avvocati, dando fuoco al suo appartamento e ordinando di uccidere chiunque lo conosca, inclusa Karen, che riesce a salvarsi dal sicario mandatole contro solo grazie a un violento trafficante di droga che, in cambio di eroina e di un passaggio per gli USA, la obbliga a degradanti prestazioni sessuali.
Una volta tornata a New York, Karen tenta, senza successo, di rintracciare Foggy e Matt, ma il trafficante che l'ha riportata negli Stati Uniti, non accettando che lo lasci, la insegue tentando di stuprarla e ucciderla; salvata grazie al tempestivo intervento di Matt, Karen gli rivela ciò che ha fatto ma questi, felice di poterla riabbracciare, decide ugualmente di perdonarla.

### Diavolo Custode
Decisa a disintossicarsi, Karen riprende la sua relazione con Matt andando a vivere con lui in un nuovo appartamento, trovandogli un nuovo impiego come consulente legale in una clinica di recupero per tossicodipendenti, e diventando un'attivista dei diritti delle donne per liberarsi dal ricordo del passato da pornostar. Nel frattempo inizia una nuova carriera di speaker radiofonica con lo pseudonimo di "Paige Angel" e, raggiunto il successo, lascia nuovamente Matt e New York accettando un'importante offerta di lavoro presso una stazione radio di Los Angeles. Dopo aver svolto un comune controllo medico, Karen scopre di avere l'AIDS e, disperata e in cerca di conforto, torna in lacrime da Matt, allora custode di una bambina orfana e convinto sia l'Anticristo. Manipolata da Mysterio (responsabile d'aver falsificato il suo test dell'HIV) Karen si convince che la bimba sia invece l'Anticristo e che a causa sua lei si sia ammalata.
Infine Mysterio ingaggia Bullseye per rapire la bambina e tenerla in ostaggio. L'infallibile sicario viene però raggiunto da Devil all'interno di una chiesa dando luogo a un brutale scontro nel corso del quale tenta di uccidere il vigilante, distrattosi per soccorrere la bimba, lanciandogli il suo stesso manganello, Karen tuttavia fa da scudo all'amato venendo trafitta al posto suo e morendo tra le sue braccia.

## Altre versioni

### Ultimate
Nell'universo Ultimate, Karen Page è la segretaria della Nelson & Murdock, differentemente dalla controparte classica, tale versione ha i capelli castani e il suo ruolo è limitato a semplici camei.

### What If?
In uno scenario autoconclusivo della serie fuori continuity What If?, che ipotizza cosa sarebbe successo se Karen Page non fosse morta, Devil in preda alla rabbia per quanto fatto da Bullseye, uccide Kingpin e viene condannato a 44 anni di reclusione al Raft mentre Karen, dimessa dall'ospedale dopo una lunga fisioterapia, cade in depressione, sparisce dalla città e (viene fatto intendere) si suicida.

## Altri media

### Cinema
- Karen Page, interpretata da Ellen Pompeo, compare nel film del 2003 Daredevil ma, a causa dei tagli subiti dalla pellicola, il suo ruolo è limitato a una breve apparizione. Nel Director's Cut (contenente quasi 30 minuti in più) il personaggio è tuttavia presente in altre scene.

### Televisione
- Karen Page, interpretata da Deborah Ann Woll, compare nelle serie televisive del Marvel Cinematic Universe Daredevil, The Defenders, The Punisher e Daredevil - Rinascita.